# Tings Nöbbelöv
Tings Nöbbelöv (ofta bara Nöbbelöv) är en småort i Vä distrikt i Kristianstads kommun i Skåne län. Orten ligger drygt tio kilometer sydväst om Kristianstad. 

## Historia

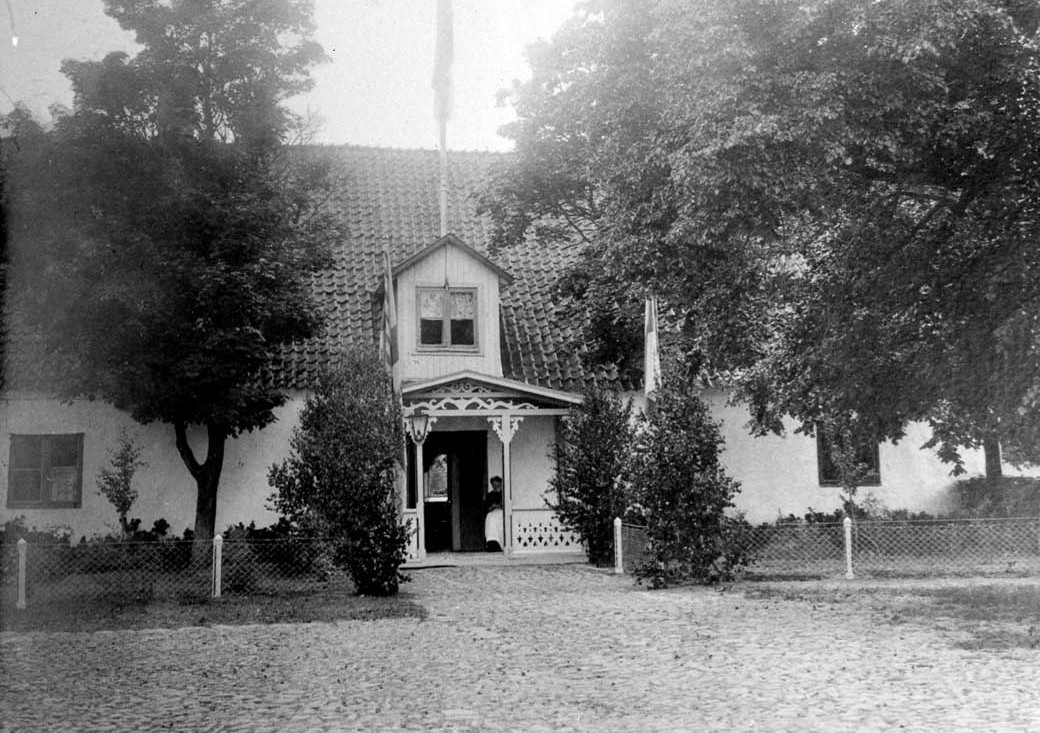
Tingshuset, rivet 1917

Gärds härad hade sitt tingsställe i Tings Nöbbelöv fram till 1892, därav namnet på orten.

## Näringsliv
Strax öster om småorten, i Ugerup, ligger bränneriet som tillverkar råspriten till Absolut Vodka i Åhus.
I Ugerup som ligger i det sandiga åkerlandskapet invid Kristianstad med åkrar lämpliga för potatisodling, ligger även en stärkelsefabrik och OLW:s mellanlager för potatis till chipstillverkning. Bränneriet ligger av samma skäl i orten – potatisen var då råvaran – men i dag produceras råspriten från säd.

## Befolkningsutveckling
| Befolkningsutvecklingen i Tings Nöbbelöv 1990–2015 | Befolkningsutvecklingen i Tings Nöbbelöv 1990–2015 | Befolkningsutvecklingen i Tings Nöbbelöv 1990–2015 | Befolkningsutvecklingen i Tings Nöbbelöv 1990–2015 | Befolkningsutvecklingen i Tings Nöbbelöv 1990–2015 |
| -------------------------------------------------- | -------------------------------------------------- | -------------------------------------------------- | -------------------------------------------------- | -------------------------------------------------- |
|                                                    |                                                    |                                                    |                                                    |                                                    |
| År                                                 |                                                    |                                                    | Folkmängd                                          | Areal (ha)                                         |
| 1990                                               | 1990                                               |                                                    | 83                                                 | 18#                                                |
| 1995                                               | 1995                                               |                                                    | 81                                                 | 18#                                                |
| 2000                                               | 2000                                               |                                                    | 90                                                 | 18#                                                |
| 2005                                               | 2005                                               |                                                    | 77                                                 | 19#                                                |
| 2010                                               | 2010                                               |                                                    | 79                                                 | 19#                                                |
| 2015                                               | 2015                                               |                                                    | 77                                                 | 26#                                                |
| Anm.: # Som småort.                                |                                                    |                                                    |                                                    |                                                    |